# Virginia d'Albert-Lake
Virginia d'Albert-Lake, née Roush aux États-Unis  le 4 juin 1910 et morte à Pleurtuit, en Bretagne, le 20 septembre 1997, est une Américaine résistante en France pendant la Seconde Guerre mondiale. Membre du réseau Comète, elle œuvre pour l'évasion des aviateurs alliés. Arrêtée, déportée à Ravensbrück, elle en est rescapée et reçoit de prestigieuses distinctions belges, françaises, américaines et britanniques pour son action. Elle écrit un journal sur la guerre et des mémoires sur son activité de résistante et sa déportation.

## Biographie
Virginia Roush est née le 4 juin 1910 à Dayton, dans l'Ohio, aux États-Unis. Elle se rend en France en 1936 et y épouse en 1937 Philippe d'Albert-Lake.
Au début de la Seconde Guerre mondiale, Virginia d'Albert-Lake commence à tenir un journal, où elle note les événements de la vie quotidienne. Elle y décrit aussi les répercussions de la guerre sur sa vie personnelle et affective, mais s'y abstient de toute allusion à son action.
En automne 1943, elle est avec son mari dans leur maison de Nesles-la-Vallée dans le Vexin français, à une trentaine de kilomètres de Paris, lorsque le boulanger Marcel Renard leur demande de l'aider. Il a recueilli et héberge des aviateurs américains qui ne parlent pas du tout le français. Elle leur sert donc d'interprète. Au cours d'un dîner avec ces aviateurs, elle et son mari décident de participer activement à la résistance. Ils décident de rejoindre le réseau Comète, créé en 1941 en Belgique par Andrée De Jongh et Arnold Deppé pour exfiltrer les aviateurs alliés tombés en territoire occupé.
Virginia et Philippe d'Albert-Lake rencontrent Jean de Blommaert, un des agents du réseau Comète, en décembre 1943. Leur engagement est alors officialisé. Ils prennent en charge et accompagnent ainsi plus de soixante-cinq aviateurs alliés. Après le débarquement de Normandie, il devient plus difficile d'exfiltrer les aviateurs par le train. Des camps d'accueil sont établis pour les cacher dans le cadre de la Mission Marathon, comme le camp de Fréteval, près de Châteaudun.
En s'y rendant pour la sécurité des aviateurs qu'elle cache, Virginia d'Albert-Lake est arrêtée le 12 juin 1944 en compagnie d'un de ses aviateurs, par des gendarmes allemands. Elle est détenue à la prison de Fresnes pendant sept semaines. Elle subit de nombreux interrogatoires de la Gestapo, mais réussit à ne rien révéler de son activité avec le réseau Comète, ni du camp de Fréteval. Transférée le 1er août au camp d'internement de Romainville, elle en part le 15 août dans un des derniers convois de déportation vers l'Allemagne, le « convoi des 57000 ».
Déportée à Ravensbrück, Virginia d'Albert-Lake en est libérée en avril 1945. Elle rentre à Paris le 27 mai suivant.
Elle entreprend alors l'écriture de ses mémoires, où elle raconte en détail sa vie de résistante et de déportée, jusqu'à son retour à Paris.

## Distinctions
France
- Chevalier de la Légion d'honneur[Quand ?]
- Croix de guerre 1939-1945
- Médaille de la Résistance française (décret du 24 avril 1946)[3]
- Médaille des évadés
- Croix du combattant
- Croix du combattant volontaire de la Résistance

Belgique
- Croix de guerre
- Chevalier de l'ordre de Léopold II

Étranger
- Medal of Freedom (États-Unis)
- Medal of Honor (États-Unis)
- Ordre de l'Empire britannique (Royaume-Uni)

## Œuvres
- (en) Virginia d'Albert-Lake, An American Heroine in the French Resistance: The Diary and Memoir of Virginia d'Albert-Lake, Fordham University Press, 2006, 320 p. (ISBN 978-0-8232-2581-1) – Introduction et notes de Judy Barrett Litoff.